# سليمان باشا البلطجي
سليمان باشا البلطجي سياسي عثماني شغل منصب والي مصر منذ 1704 حتى 1704.

## أنظر أيضا
- فرقة الجنود حاملي البلطة في الجيش العثماني (بلطجية).